# سيردار أوستونير
سيردار أوستونير (بالتركية: Serdar Üstüner)‏ (مواليد 1 مارس 1983) هو ملاكم تركي، مثّل بلاده في الألعاب الأولمبية الصيفية 2004.

## روابط خارجية
سيردار أوستونير على موقع أوليمبيديا (الإنجليزية)